# 虫眼鏡 (YouTuber)
虫眼鏡（むしめがね、1992年〈平成4年〉9月29日 - ）は、日本の愛知県岡崎市出身のYouTuber、ラジオパーソナリティ、作家。愛知県岡崎市を拠点に活動するYouTuberグループ「東海オンエア」のメンバーである。メンバーカラーは茶色。結婚後の本名は河合 太紀（かわあい たいき）。

## 略歴

### 生い立ち
愛知県岡崎市出身。出生時の名字は「岡野（おかの）」であったが、母親の再婚に伴い「金澤（かなざわ）」姓となる。なお、金澤になる前は「藤原（ふじわら）」を名乗っていた。厳格な家庭に育ち、幼いころから読書と学業に励んでいた。小学校6年生の頃に白血病を患う。岡崎市立葵中学校、愛知県立岡崎北高等学校を経て、2015年3月に愛知教育大学教育学部中等教育教員養成課程・理科専攻を卒業。

### YouTuberとして
2013年より東海オンエアのメンバーとしてYouTubeを中心に活動。
2018年、自身が編集した動画の概要欄に綴られた文章がファンの間で好評となり、書籍化され、後にシリーズ化もされた。
2019年3月、UUUMと野村證券の共同運営チャンネル「マネーの亀【MANEKAME】」にSeason2メンバーとして加入した。虫眼鏡以外のメンバーは、Season1から出演するYouTuberの瀬戸弘司、ジョージ（JJコンビ）に加え、虫眼鏡と同時に加入したSasuke・あごキング（プリッとChannel）であった。本チャンネルでは、虫眼鏡は瀬戸弘司と共に資産運用について学ぶ動画に参加した。
2023年4月7日、一般女性と結婚したことを発表。結婚により妻の姓に変えたため本名は河合太紀（かわあい たいき）になった。

## 人物
- 大学時代、てつやとはバイト先の先輩後輩の関係であり、てつやに対し、動画のアドバイスやアイデア出しをしていたが、次第に出演するようになり、自然発生的に東海オンエアのメンバーに名を連ねていた[15]。
- NPB・セントラルリーグの中日ドラゴンズの大ファンである。かつては堂上剛裕外野手が一番の推しであったが、中日を退団した現在は、弟の堂上直倫内野手が推しである[16][17][18]。
- エホバの証人の2世信者であったことを公言している[19]。幼少期から信仰していたが、高校時代に彼女が出来た際にそれをとがめられた事で信仰をやめたと語っている[20]。
- 大学を卒業し、2015年4月から講師として小学校に赴任したため[21]、当時本名から取った名前である「ざわくん」として東海オンエアで活動していたが、名前バレ・顔バレへの対応として、メンバー脱退[22]・新メンバー加入[23]というお題目で名前を「虫眼鏡」に変更。また、顔出し出演が控えられた。[24][25]同年10月には教員採用試験に合格し、次年度より小学校教員として勤務する予定であったが、12月に学校側にYouTuber活動が知られてしまい、校長に東海オンエアを脱退するか教員を辞職するかの選択を迫られ、教員を辞職した[26][27]。
- 「虫眼鏡」という名前ははじめしゃちょー、ワタナベマホトが命名した。この「虫眼鏡」はメンバーで唯一、本名とは関連のない名前になっている[28]。
- 愛車はレクサス・LS[29]、三菱・ekスポーツ[30]、マツダ・ロードスター[31][32]。過去にはトヨタ・86[33]を所有していた。
- 2022年4月、岡崎市にあるサイエンスバー『FRACTAL』の最高戦略責任者に就任[34][35]。

## 出演

### ラジオ
- 東海オンエアラジオ（2018年10月4日 - 、東海ラジオ）- メインパーソナリティ

### テレビアニメ
- 妖怪学園Y 〜Nとの遭遇〜（2019年） - トサカ丸 役
- シキザクラ（2021年） - 遠藤 役[36]
- いきものさん（2023年7月14日、毎日放送） - 第2話副音声[37]、第5話副音声[38]、第8話副音声

### テレビ番組
- 新春プラモ放談 2025～新年開けましてプラモデル～（2025年1月2日、テレビ東京）[39]

### インターネットラジオ
- 虫眼鏡・島﨑信長 声YouラジオZ（2020年11月11日 - 2024年6月30日、音泉）[40]

### ネット配信
- マネーの亀（2019年2月25日 - 2020年2月29日、YouTube）
- グレーゾーンシリーズ（2020年3月23日 - 5月25日、2022年8月1日 - 9月5日、YouTube）- 宮崎太紀 / 東海オンエア虫眼鏡 役
- じゃんまつり（2024年9月14日、YouTube「超滅」）[41]

### イベント
- 中日ドラゴンズ vs. 東京ヤクルトスワローズ 始球式（2019年5月4日、ナゴヤドーム）[42]
- 星のドラゴンクエスト ドラクエの日 みんなでギガ前夜祭（2019年5月25日、幕張メッセ）
- 第7回『アニラジアワード』授賞式（2022年3月14日、科学技術館サイエンスホール）
- 虫眼鏡＆内川選手の麻雀入門イベント（2022年6月4日、5日、東京都内、オンライン）
- 虫眼鏡＆内川幸太郎選手の麻雀イベント（2023年4月4日、5日、ところざわサクラタウン ジャパンパビリオンホール）
- シーホース三河 vs. 横浜ビー・コルセアーズ 始球式（2023年4月23日、岡崎中央総合公園総合体育館）
- バケモノバケツ委員会 バケ会大作戦2023 ～全部ホントで全部ウソなんです～（2023年6月25日、横浜ベイホール）
- 東海オンエア・虫眼鏡の『虫もコロさないラジオ』 公開収録トークライブ！（2023年8月12日、Hall Mixa）
- シーホース三河 vs. 名古屋ダイヤモンドドルフィンズ 始球式（2024年1月20日、岡崎中央総合公園総合体育館）
- 遊戯王デュエルモンスターズ 決闘者伝説 QUATER CENTURY（2024年2月3日、東京ドーム）
- 「東海オンエア虫眼鏡・島﨑信長 声YouラジオZ 」虫のぶシンポジウム（2024年2月24日、四谷区民ホール）
- 東海オンエア・虫眼鏡の『虫もコロさないラジオ』 公開収録トークライブ！#002（2024年3月16日、17日、Hall Mixa）
- ニコニコ超会議2024 『ニコニコ超ポーカー』 DAY2　超ドリームカップ（2024年4月28日、幕張メッセ）
- 東海オンエア・虫眼鏡の『虫もコロさないラジオ』トークライブスペシャル（2024年6月16日、一ツ橋ホール）

## 著書
- 『東海オンエアの動画が6.4倍楽しくなる本 虫眼鏡の概要欄』、2018年7月、講談社、ISBN 978-4-06-513123-7
- 『続・東海オンエアの動画が6.4倍楽しくなる本 虫眼鏡の概要欄 平成ノスタルジー編』、2019年6月、講談社、ISBN 978-4-06-515595-0
- 『真・東海オンエアの動画が6.4倍楽しくなる本 虫眼鏡の概要欄 ウェルカム令和編』、2020年6月、講談社、ISBN 978-4-06-513123-7
- 『東海オンエアの動画が6.4倍楽しくなる本 虫眼鏡の概要欄 クロニクル』、2021年6月、講談社文庫、ISBN 978-4-06-523833-2
- 『東海オンエア虫眼鏡 × Mリーガー内川幸太郎 勝てる麻雀をわかりやすく教えてください!』、2022年3月、KADOKAWA、ISBN 978-4-04-605689-4
- 『東海オンエアの動画が6.4倍楽しくなる本・極 虫眼鏡の放送部エディション』、2023年6月、講談社、ISBN 978-4-06-532036-5
- 『東海オンエアの動画が6.4倍楽しくなる本 REBORN 虫眼鏡の放送部』、2024年5月31日、講談社、ISBN 978-4-06-535950-1

## 作品

### Webドラマ
- シモキタシットガールズ（2025年6月4日、シモキタシットガールズ製作委員会） - プロデューサー[43]